# Liste der Einträge im National Register of Historic Places im Colusa County

Lage des Colusa County in Kalifornien

Die Liste der Einträge im National Register of Historic Places im Colusa County in Kalifornien führt alle Bauwerke und historischen Stätten im Colusa County auf, die in das National Register of Historic Places aufgenommen wurden.

## Aktuelle Einträge
| [ 2 ] | Name                           | Bild           | Eintragsdatum                 | Lage                                                                    | Ort    | Beschreibung                                                           |
| ----- | ------------------------------ | -------------- | ----------------------------- | ----------------------------------------------------------------------- | ------ | ---------------------------------------------------------------------- |
| 1     | Cecil Ranch                    |                | 14. Mai 2004 ID-Nr. 03000988  | 1840 CA-45 39° 5′ 29″ N, 121° 54′ 4,1″ W                                | Grimes | Ranchanlage mit einem von einem Architekten entworfenen Haus von 1909. |
| 2     | Colusa Carnegie Library        | weitere Bilder | 10. Dez. 1990 ID-Nr. 90001816 | 260 Sixth St. 39° 12′ 49,1″ N, 122° 0′ 35,6″ W                          | Colusa |                                                                        |
| 3     | Colusa Grammar School          | weitere Bilder | 13. Juni 1978 ID-Nr. 78000657 | 425 Webster St. 39° 12′ 32,3″ N, 122° 0′ 33,1″ W                        | Colusa |                                                                        |
| 4     | Colusa High School and Grounds | weitere Bilder | 13. Aug. 1976 ID-Nr. 76000479 | 745 10th St. 39° 12′ 36,2″ N, 122° 0′ 58,7″ W                           | Colusa |                                                                        |
| 5     | Grand Island Shrine            | weitere Bilder | 31. Dez. 1974 ID-Nr. 74000508 | 8 Meilen südlich von Colusa an der CA-45 39° 6′ 56″ N, 121° 56′ 15,1″ W | Colusa |                                                                        |
| 6     | Nowi Rancheria                 |                | 24. März 1971 ID-Nr. 71000135 | Adresse nicht veröffentlicht                                            | Grimes |                                                                        |